# Lagueila
Lagueila este o comună din Regiunea Adrar, Mauritania.